# Wiaczesław Chrusłow
Wiaczesław Mychajłowycz Chrusłow (ukr. Вячеслав Михайлович Хруслов, ros. Вячеслав Михайлович Хруслов, Wiaczesław Michajłowicz Chrusłow; ur. 18 września 1962 w Charkowie) – ukraiński piłkarz, grający na pozycji obrońcy, a wcześniej pomocnika, trener piłkarski.

## Kariera piłkarska

### Kariera klubowa
Wychowanek UFK Charków oraz SDJuSzOR Metalist Charków, w drużynie rezerw którego w 1980 rozpoczął karierę piłkarską. Potem występował w klubach Majak Charków i Metałurh Kupiańsk. W 1988 przeszedł do Spartaka Żytomierz, który potem zmienił nazwę na Polissia Żytomierz. W latach 1991–1992 bronił barw Awtomobilista Sumy. Na początku 1993 razem z trenerem Mychajłem Fomenkiem przeniósł się do Dynama Kijów. 2 kwietnia 1993 roku debiutował w Wyszczej Lidze w meczu z Nywą Tarnopol (1:0). Latem 1994 wyjechał do Rosji, gdzie został piłkarzem Dinamo-Gazowika Tiumeń. W 1996 powrócił do Metalista Charków, w którym w 1997 zakończył karierę piłkarską.

## Kariera trenerska
Po zakończeniu kariery piłkarską w 1999 rozpoczął pracę trenerską w rodzimym klubie Metalist Charków, w którym pomagał szkolić piłkarzy.

## Sukcesy i odznaczenia

### Sukcesy klubowe
- mistrz Ukrainy: 1993, 1994
- zdobywca Pucharu Ukrainy: 1993

### Odznaczenia
- nagrodzony tytułem Mistrza Sportu Ukrainy: 1993